# شاه‌بوف شلی
شاه‌بوف شلی یا آله‌بوف شلی (نام علمی: Bubo shelleyi) نام یک گونه از سرده بوف‌ها است.